# André Malet (cistercien)
Pour les articles homonymes, voir André Malet et Malet.
Le révérend Père Dom André Malet (1862–1936), a été l'abbé de l’abbaye Sainte-Marie-du-Désert de l'Ordre cistercien de la stricte observance (OCSO) à Bellegarde-Sainte-Marie, dans le département français de la Haute-Garonne, de 1911 à 1936.
Il fut à la fois un historien érudit, un liturgiste et un maître de vie spirituelle. Il fut le maître des novices et le père spirituel du frère Marie-Joseph Cassant, béatifié par Jean-Paul II.

## Œuvres
- La liturgie Cistercienne : Ses origines, sa constitution, sa transformation, sa restauration, Westmalle, 1921.
- La vie surnaturelle, ses éléments, son exercice, 1933 ; rééd. 1934 ; 1947.